# Bản đồ Piri Reis

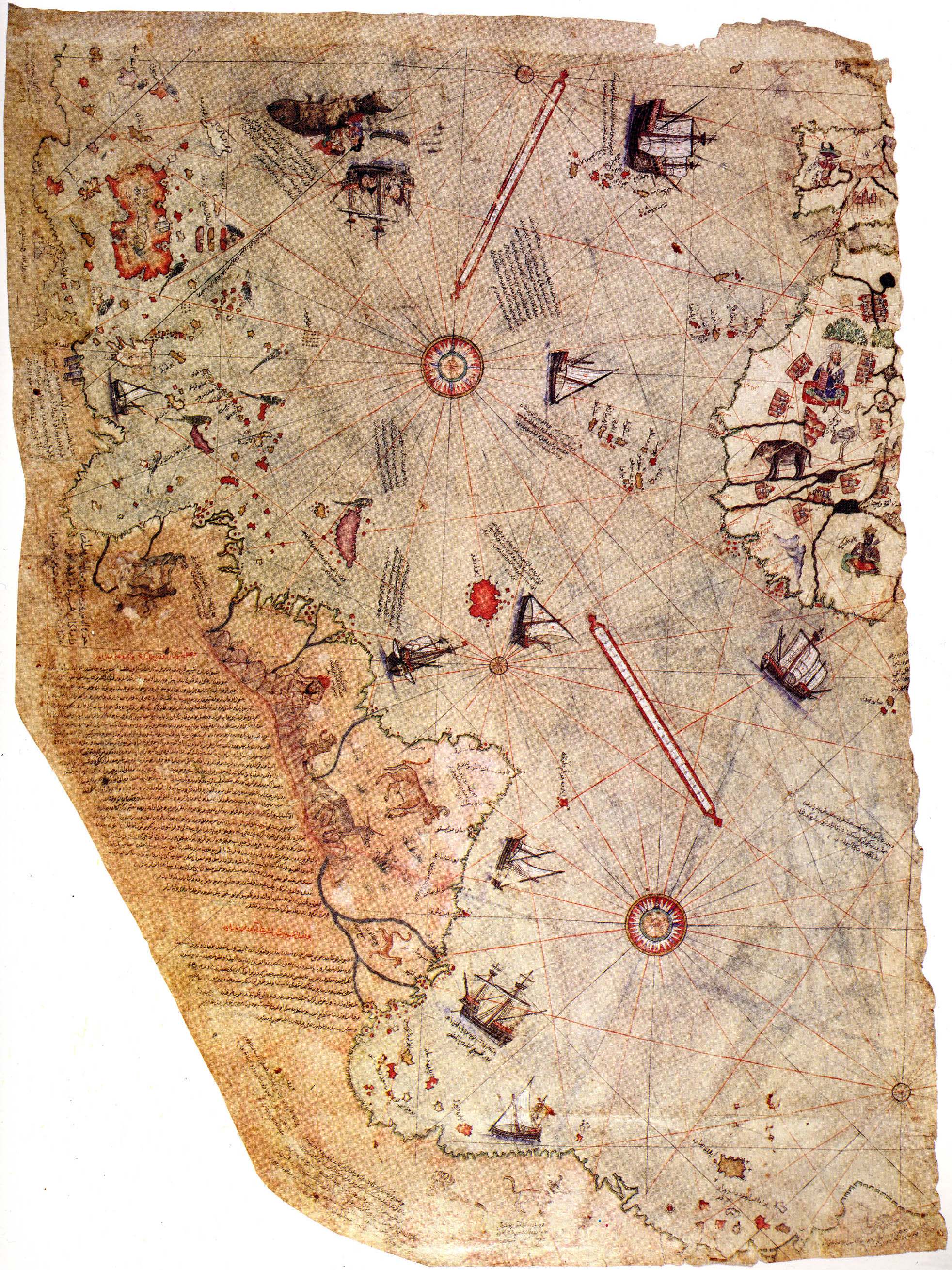
Tấm bản đồ Piri Reis

Tấm bản đồ Piri Reis được khám phá năm 1929 khi cung điện Topkapi ở Istanbul, Thổ Nhĩ Kỳ đang được cải tạo thành một viện bảo tàng. Nó là một tấm bản đồ vẽ trên da linh dương, chủ yếu là các chi tiết bờ biển phía đông châu Phi và bờ biển Nam Mỹ. Tấm bản đồ này được cho là do Piri Reis, một đô đốc nổi tiếng của hạm đội Thổ Nhĩ Kỳ vẽ năm 1513.
Chi tiết đáng chú ý của tấm bản đồ là mô tả về một vùng đất nối liền từ hướng nam với Nam Mỹ rất giống với đường bờ biển châu Nam Cực ngày nay.
Nhiều học giả đã đưa ra tranh luận của mình, họ trích dẫn rằng hàng thế kỷ trước những nhà vẽ bản đồ đã mô tả được vùng đất phía nam của thế giới. Vùng đất đó có thể chỉ do ông ta chắp nối từ một truyền thuyết, mà mô tả về nó một cách ngẫu nhiên giống như bờ biển thực sự ngày nay. Có học giả lại cho rằng bản đồ Piri Reis được phát triển từ nhiều tấm bản đồ của Christopher Columbus.
Đề xuất rằng tấm bản đồ đã miêu tả một phần vùng đất của châu Nam Cực cổ đã gặp nhiều sự phản bác. Đầu tiên, tấm bản đồ có tỉ lệ lớn và ít chi tiết, người ta cho rằng hình vẽ vùng đất không đủ độ chính xác để đối chiếu với hình dạng địa lý ngày nay. Thứ hai, mọi điểm giống nhau mà người ta nghi ngờ là hình ảnh chụp bằng vệ tinh về châu Nam Cực dưới lớp băng có thể không xác đáng, thời kỳ châu Nam Cực chưa bị bao phủ băng tuyết khó có thể biết được hoàn toàn bởi lẽ mực nước biển lúc bấy giờ thấp hơn nhiều.
Tấm bản đồ Piri Reis hiện nay được cất giữ trong thư viện cung điện Topkapi ở Istanbul, Thổ Nhĩ Kỳ nhưng hiếm khi được đem ra trưng bày trước công chúng.